# Nelson Falcão
Nelson Castanheira de Barros Falcão (Río de Janeiro, 30 de abril de 1946) es un deportista brasileño que compitió en vela en la clase Star. Participó en los Juegos Olímpicos de Seúl 1988, obteniendo una medalla de bronce en la clase Star.

## Palmarés internacional
| Juegos Olímpicos | Juegos Olímpicos     | Juegos Olímpicos  | Juegos Olímpicos |
| Año              | Lugar                | Medalla           | Clase            |
| ---------------- | -------------------- | ----------------- | ---------------- |
| 1988             | Seúl (Corea del Sur) | Medalla de bronce | Star             |